# Eomonoceratina
Eomonoceratina is een geslacht van uitgestorven kreeftachtigen uit de klasse van de Ostracoda (mosselkreeftjes).

## Soort
- Eomonoceratina extenuata Zhang (Jin-Jian), 1982 †